# Crew Dragon Resilience

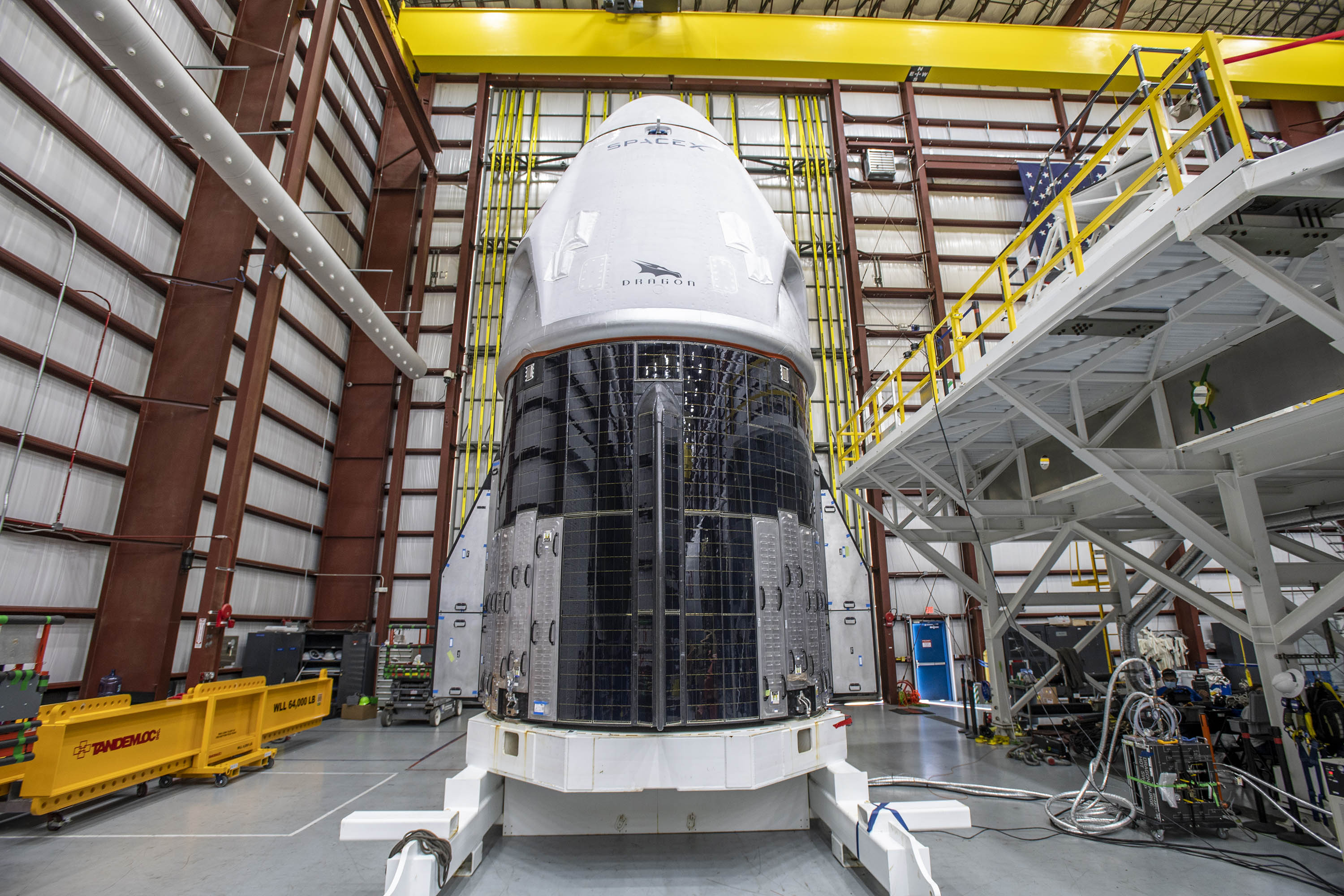
Crew Dragon Resilience

Crew Dragon Resilience (kabina Dragon 2 - C207) je kabina Crew Dragon, vyrobená společností SpaceX a využívaná mimo jiné NASA k dopravě astronautů na mezinárodní vesmírnou stanici ISS v rámci programu komerčních letů s posádkou (Commercial Crew Program).

## Pojmenování
Astronaut Michael Hopkins, velitel první mise Dragonu C207, na tiskové konferenci 29. září 2020 prozradil, že loď C207 dostala jméno Resilience (česky Odolnost). Posádka podle jeho slov toto pojmenování zvolila, aby zdůraznila odhodlání, které projevily týmy zapojené do přípravy mise, ale také další kolegové a rodiny. "Když se podíváte na definici odolnosti, tedy schopnosti dobře fungovat ve stresu a při překonávání nepříznivých událostí, tak se asi všichni shodneme, že rok 2020 byl rozhodně náročný," řekl.

## Lety
| Mise         | Znak | Start (UTC)                  | Přistání (UTC)           | Posádka                                                                          | Délka                      | Poznámka | Výsledek |
| ------------ | ---- | ---------------------------- | ------------------------ | -------------------------------------------------------------------------------- | -------------------------- | --- | -------- |
| Crew-1       |      | 16. listopadu 2020, 00:27:17 | 2. května 2021, 06:56:33 | - Michael Hopkins - Victor Glover - Sóiči Noguči - Shannon Walkerová             | 167 dní, 6 hodin, 29 minut | První řádná mise lodi Crew Dragon a zároveň programu komerčních letů. | Úspěšná  |
| Inspiration4 |      | 16. září 2021, 00:02:56      | 18. září 2021, 23:06:49  | - Jared Isaacman - Sian Proctorová - Hayley Arceneauxová - Christopher Sembroski | 2 dny, 23 hodin, 3 minuty  | Turistická mise organizovaná Jaredem Isaacmanem za účelem získání finančních prostředků pro St. Jude Children's Research Hospital. První plně civilní vesmírný let.                                    | Úspěšná  |
| Polaris Dawn |      | 10. září 2024, 09:23:49      | 15. září 2024, 07:36:54  | - Jared Isaacman - Scott Poteet - Sarah Gillisová - Anna Menonová                | 4 dny, 22 hodin, 13 minut  | První ze tří plánovaných letů programu Polaris navazujícího na misi Inspiration4. Posádka překonala výškový rekord ustanovený při misi Gemini 11 a provedla první soukromý výstup do volného prostoru. | Úspěšná  |
| Fram2        |      | 1. dubna, 01:46:50           | 4. dubna 2025, 16:19:28  | - Čchun Wang - Jannicke Mikkelsenová - Rabea Roggeová - Eric Philips             | 3 dny, 14 hodin, 33 minut  | Soukromý let, první posádka v historii vyslaná na polární dráhu kolem Země | Úspěšná  |